# مشت بر پوست
مشت بر پوست از آثار داستانی هوشنگ مرادی کرمانی است که نخستین بار در سال ۱۳۸۵ چاپ و منتشر شد.

## موضوع داستان
موضوع این داستان درباره نوجوانی به نام جعفر است که همه او را به نام موشو می شناسند. پدر وی تنبک زن دوره گرد است و مادرش در قبرستان روی قبرها آب می ریزد. موشو همراه پدرش تبنک می زند و در خیابان‌ها می گردد. او سعی دارد زندگی اش را عوض کند اما جامعه از خود واکنش نشان می‌دهد و حاضر نیستند به یک تنبکی کار بدهند …
داستان مشت بر پوست، کتاب شایسته معرفی ویژه شورای کتاب کودک بوده و یکسال هم به عنوان کتاب سال مرکز کرمان‌شناسی شناخته شده‌است . این داستان روایتی است از زندگی مردم محروم و تحقیری که سایر مردم نسبت به آن‌ها ابراز می‌کنند . چاپ نهم این کتاب توسط انتشارات معین در سال ۱۳۹۷ و در قطع رقعی روانه بازار شده‌است.

## اقتباس سینمایی
از روی این کتاب فیلمی هم به همین نام و با کارگردانی محسن محسنی نسب و محمد رضا عالی پیام در سال ۱۳۸۱ ساخته شد.